# Magyarországi Cigányszervezetek Fóruma Roma Összefogás Párt
Magyarországi Cigányszervezetek Fóruma Roma Összefogás Párt nebo zkráceně jen MCF Roma Összefogás Párt je politická strana v Maďarsku organizovaná na základě etnického principu.

## Název
Název strany by se dal do češtiny volně přeložit jako Fórum cikánských organizací Maďarska – Strana romské soudržnosti popřípadě Romské fórum - Strana cikánské soudržnosti Maďarska.

## Historie
V parlamentních volbách 2002 se strana stáhla ve prospěch levicové MSZP. Ve volbách 2006 již však kandidovala sama. Její kandidátku vedl předseda strany Orbán Kolompár. Strana v prvním kole získala 7 165, což je 0,13% a do parlamentu se tak nedostala.
V roce 2009 strana sestavila kandidátku pro volby do EP. Na prvních třech místech byly kandidáti Zsolt Kis, Rita Orsós a Zsigmond Petneházi. Strana získala 13 431 hlasů, což je 0,46% a do EP se tak nedostal jediný její kandidát.
V parlamentních volbách 2010 měla strana jediného kandidáta v jednom z obvodů v župě Borsod-Abaúj-Zemplén. Ten v prvním kole získal pouze 491 hlasů.

## Volební výsledky

### Volby do Národního shromáždění
| Volby | Počet hlasů v číslech (I. kolo) | Počet hlasů v procentech (I. kolo) | Počet hlasů v číslech (II. kolo) | Počet hlasů v procentech (II. kolo) | Počet mandátů v číslech | Počet mandátů v procentech | Úloha v parlamentu |
| ----- | ------------------------------- | ---------------------------------- | -------------------------------- | ----------------------------------- | ----------------------- | -------------------------- | ------------------ |
| 2002  | —                               | —                                  | —                                | —                                   | —                       | —                          | Spolupráce s MSZP  |
| 2006  | 7 165                           | 0,13%                              | —                                | —                                   | —                       | —                          | Mimo parlament     |
| 2010  | 491                             | 0,01%                              | —                                | —                                   | —                       | —                          | Mimo parlament     |

### Volby do Evropského parlamentu
| Volby | Počet voličů | Procento voličů | Počet mandátů | Politická skupina Evropského parlamentu | Evropská politická strana |
| ----- | ------------ | --------------- | ------------- | --------------------------------------- | ------------------------- |
| 2004  | –            | —               | —             | —                                       | —                         |
| 2009  | 13 431       | 0,46%           | —             | —                                       | —                         |